# 布魯塞爾航空

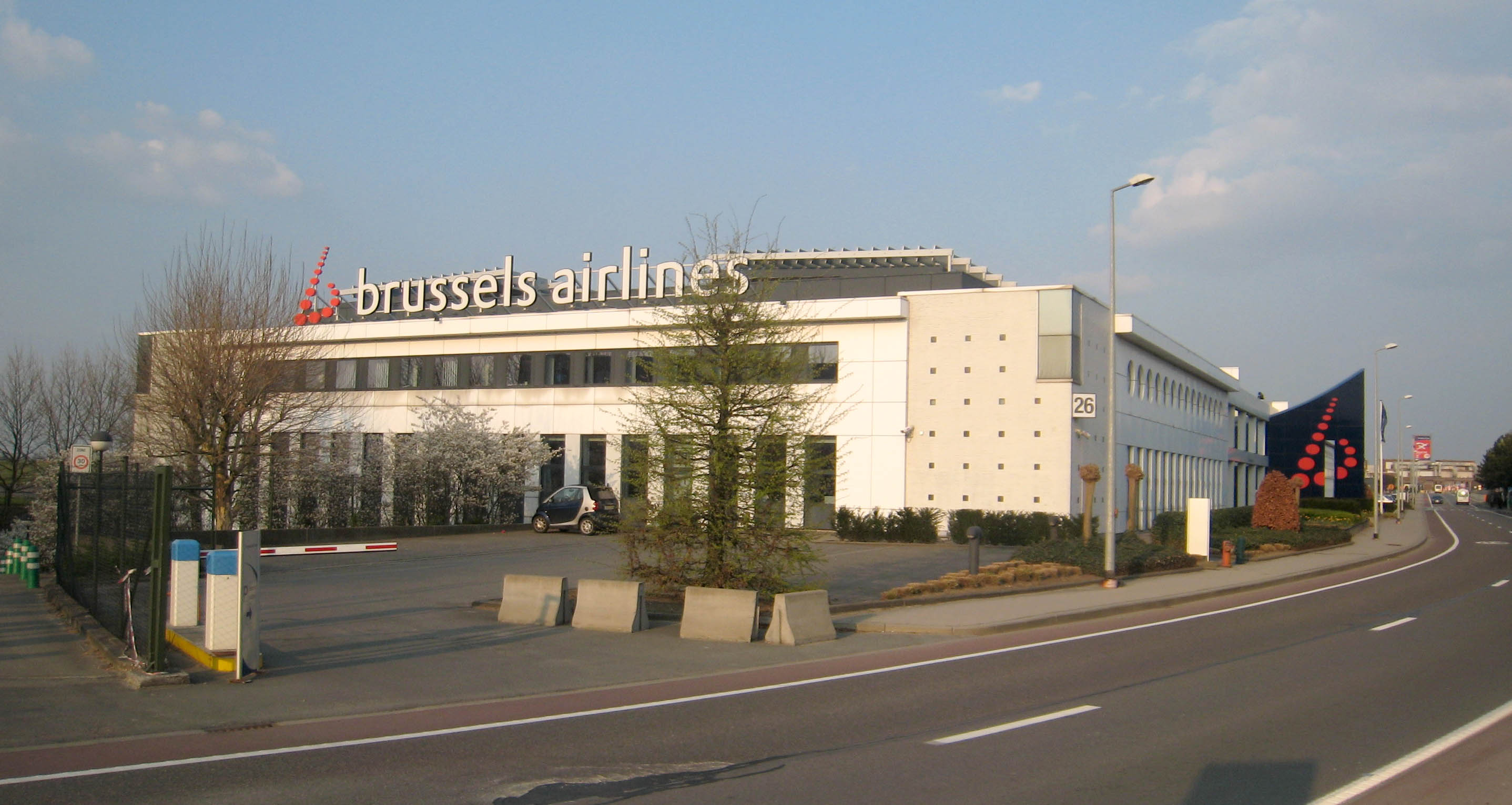
布魯塞爾航空總部

布魯塞爾航空是比利時的國家航空公司，總部及樞紐機場設於布魯塞爾機場，營運航班往歐洲、北美洲和非洲超過100個目的地。同時亦提供包機服務、飛機維修、機組人員訓練等服務。布魯塞爾航空是漢莎航空集團的子公司，並且為星空聯盟的成員。

## 歷史

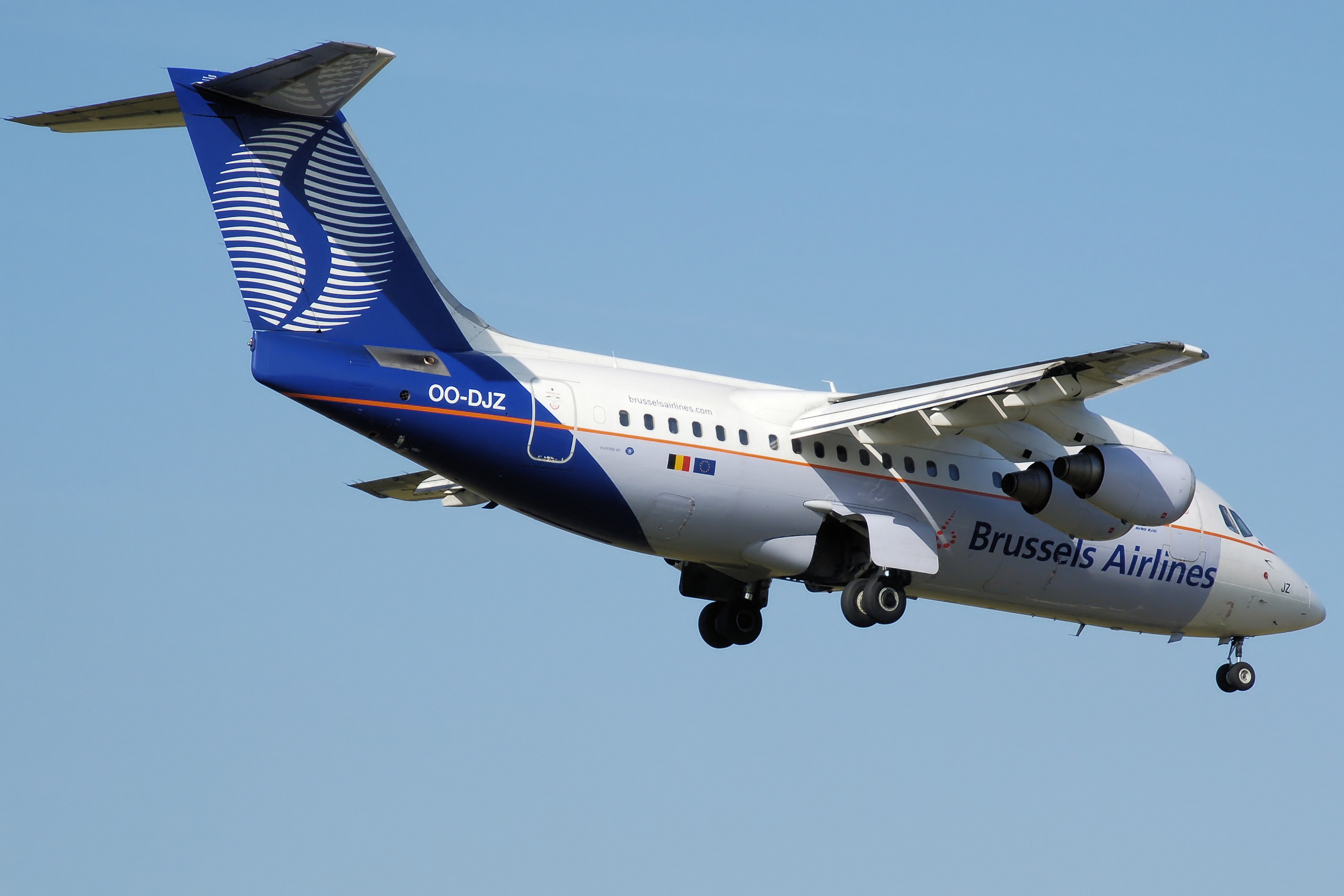
布魯塞爾航空前身為SN布魯塞爾航空；圖中的Avro RJ85仍帶着SN布魯塞爾航空的塗裝

布魯塞爾航空是由兩家航空公司，分別為SN布魯塞爾航空和維珍快運合併而成。2005年4月12日，SN布魯塞爾航空與理察·布蘭森簽訂合同，把維珍快運交給SN布魯塞爾航空控制。2006年3月31日正式宣佈把兩家公司合併，2006年11月7日正成更名為布魯塞爾航空，並在布魯塞爾機場舉行記者招待會。布魯塞爾航空於2007年3月25日正式營運。現時布魯塞爾航空的IATA代碼由比利時航空（Sabena）傳承而來。
2008年9月15日，有消息指漢莎航空將收購布魯塞爾航空45%股份。若收購成功，布魯塞爾航空將加入星空聯盟。
2009年6月15日，歐洲委員會批准漢莎航空的收購，而漢莎航空於2009年收購45%股份，並於2017年1月收購餘下股份。
2009年12月9日，布魯塞爾航空正式加入星空聯盟。

## 服務

### 艙等
布魯塞爾航空在歐洲航班提供兩種機艙服務，分別為「b.彈性經濟艙+」（b.flex economy+）和「b.輕型經濟艙」（b.light economy）。
- 「b.彈性經濟艙+」的票價比較昂貴，但提供全套服務，如免費報紙和餐飲。
- 「b.輕型經濟艙」票價最便宜，但旅客需付費購買機上物品和餐飲[7]。

在中長途航班（非洲、莫斯科、赫爾辛基、特拉維夫），機艙分為經濟艙和商務艙兩種。
2009年3月3日，布魯塞爾航空宣佈將會在歐洲航班中重新設立商務艙，稱為「b.商務艙」，「b.商務艙」旅客的免費寄運行李限額提高、可以優先登機、提供高級餐膳等服務。此舉是為了成為星空聯盟成員而鋪路。

### 飛行常客計劃
布魯塞爾航空現時使用漢莎航空的飛行常客計劃Miles & More，旅客乘搭其他使用Miles & More的航空公司及星空聯盟成員的航班均可賺取里數。
布魯塞爾航空之前的飛行常客計劃為Privilege，但布魯塞爾航空於2009年10月25日轉用Miles & More，旅客亦可將Privilege的飛行里數轉換至Miles & More。

## 代碼共享
布魯塞爾航空與以下航空公司實行代碼共享：
星空聯盟成員
- 愛琴海航空
- 加拿大航空
- 全日空
- 奧地利航空
- 克羅地亞航空
- 埃及航空
- 漢莎航空
- 新加坡航空
- 瑞士國際航空
- TAP葡萄牙航空
- 泰國國際航空
- 聯合航空

其他航空公司
- 馬耳他航空
- 波羅的海航空
- 國泰航空（寰宇一家）
- 阿提哈德航空
- 歐洲之翼航空
- 海南航空
- 摩洛哥皇家航空（寰宇一家）
- TAAG安哥拉航空
- 羅馬尼亞航空（天合聯盟）

## 機隊

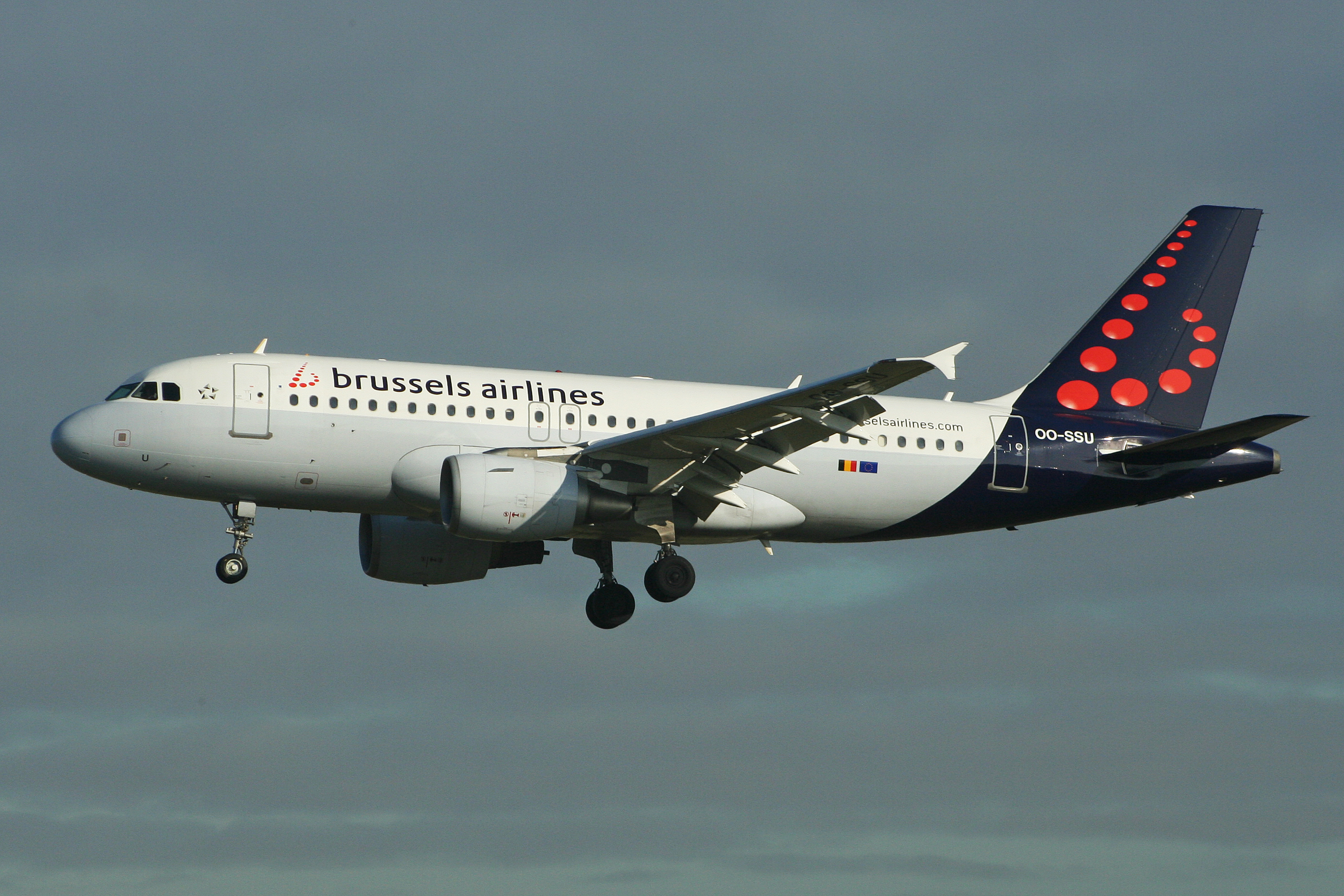
空中巴士A319

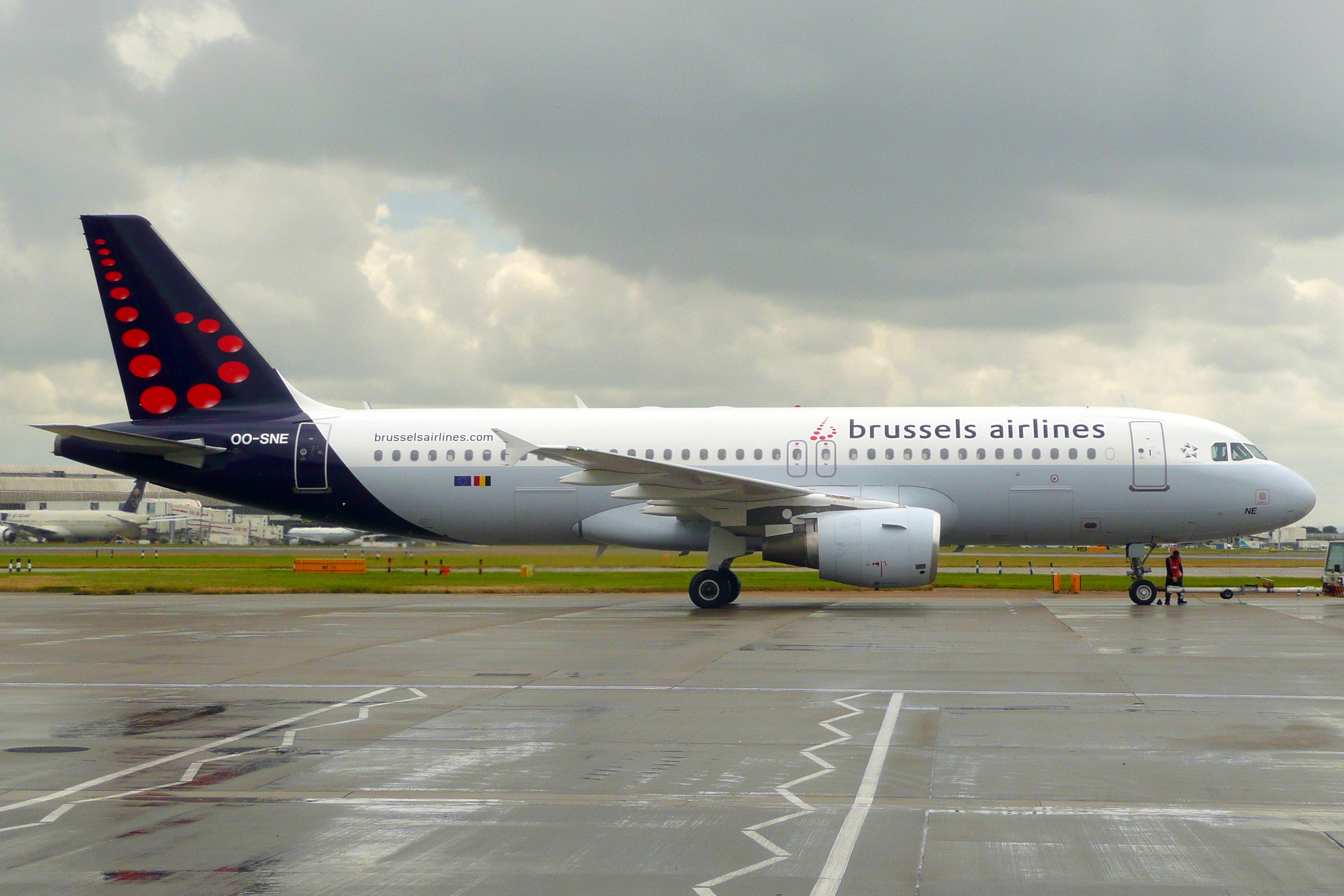
空中巴士A320

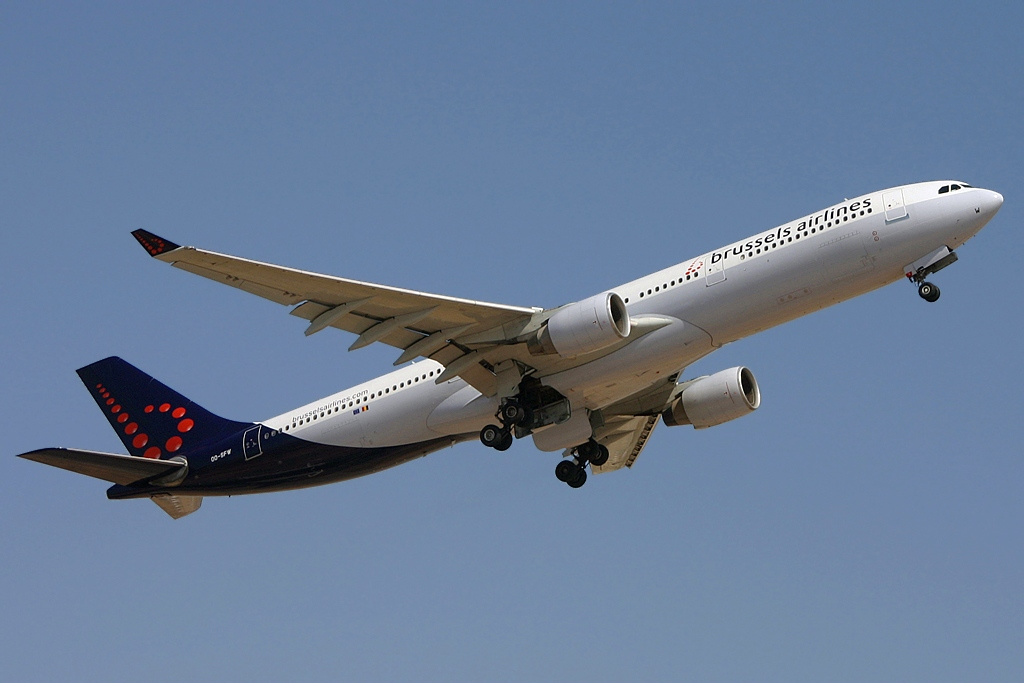
空中巴士A330-300

截至2020年7月，布魯塞爾航空機隊由以下飛機組成：
布魯塞爾航空機隊

## 外部連結
- 布魯塞爾航空網站 （页面存档备份，存于）